# Diaea ocellata
Diaea ocellata es una especie de araña cangrejo del género Diaea, familia Thomisidae. Fue descrita científicamente por Rainbow en 1898.

## Distribución
Esta especie se encuentra en Nueva Guinea.